# Hamburg-Bergstedt
Bergstedt ist ein Stadtteil der Freien und Hansestadt Hamburg im Bezirk Wandsbek. Er ist ein Teil der Walddörfer.

## Lage
Bergstedt grenzt an folgende Stadtteile: Im Westen an Lemsahl-Mellingstedt, im Norden an Wohldorf-Ohlstedt, im Osten an Volksdorf und im Süden an Sasel.

## Geschichte
1248 wurde Bergstedt, das ehemals ein sächsisches Runddorf war, erstmals urkundlich unter dem Namen Bericstede genannt. Diese Bezeichnung geht nicht auf einen landschaftlichen Berg, sondern auf den sächsischen Ortsgründer namens Beric zurück, wobei auch die Endsilbe -stedt auf eine sächsische Gründung verweist und die Bedeutung von einer sicheren Siedlung oder einem sicheren Wohnsitz hat. 1345 verpfändete die Familie von Wedel das Dorf an das Hamburger Domkapitel. Im 16. Jahrhundert gelangte Bergstedt an die Herzöge von Holstein-Gottorp, bevor es 1750 bis 1773 wieder an Hamburg verpfändet war.
Seit 1889 bildete Bergstedt gemeinsam mit der Landgemeinde und dem Gutsbezirk Hoisbüttel einen Amtsbezirk im preußischen Kreis Stormarn. Im Zuge des Groß-Hamburg-Gesetzes wurde Bergstedt 1937 nach Hamburg eingemeindet. Bis zur Abschaffung der Ortsämter in Hamburg im Jahre 2007 gehörte es zum Ortsamtsgebiet Walddörfer.

### Religionen
Das Kirchspiel Bergstedt, das fast ganz Stormarn umfasste, besteht bereits seit etwa 1150. Die Bergstedter Kirche ist eine der ältesten Hamburgs. Sie wurde 1256 unter dem Abt zu Stade und Vizebischof von Hamburg gebaut. Im Laufe der Zeit wurde sie erweitert und vergrößert und auch renoviert.

### Einwohnerentwicklung
- 1937: 01.300
- 1999: 08.530
- 2013: 10.206
- 2023: 10.855[2]

Die Einwohnerentwicklung wurde seit 1958 wesentlich von der Walddörfer Wohnungsbaugenossenschaft eG beeinflusst, die die direkt an den Stadtteil Volksdorf angrenzende Feldmark – u. a. den Stüffel – bebaute.

## Statistik
(Quelle: )
- Anteil der unter 18-Jährigen: 21,2 % [Hamburger Durchschnitt: 16,8 % (2023)]
- Anteil der Haushalte mit Kindern: 25,2 % [Hamburger Durchschnitt: 17,8 % (2023)]
- Anteil der über 64-Jährigen: 21,9 % [Hamburger Durchschnitt: 17,8 % (2023)]
- Ausländeranteil: 10,5 % [Hamburger Durchschnitt: 20,7 % (2023)]
- Anteil von Leistungsempfängern nach SGB II: 6,1 % [Hamburger Durchschnitt: 10,0 % (2023)]
- Arbeitslosenquote: 3,2 % [Hamburger Durchschnitt: 6,2 % (2023)]

Bergstedt zählt zu den wohlhabenderen Hamburger Stadtteilen. Die durchschnittlichen jährlichen Einkünfte pro Steuerpflichtigen betrugen hier im Jahre 2020 etwa 62.636 Euro und sind deutlich höher als der Hamburger Durchschnitt (48.035 Euro).

## Politik
Für die Wahl zur Hamburgischen Bürgerschaft gehört Bergstedt zum Wahlkreis Alstertal – Walddörfer. Die Bürgerschaftswahlen 2025, 2020, 2015, 2011, 2008, 2004, 2001, 1997, 1993, 1991, 1987 und 1986 führten zu folgendem Ergebnissen:
| Bürgerschafts- wahl | Bergstedt | Bergstedt | Bergstedt | Bergstedt | Bergstedt | Bergstedt | Bergstedt |
| Bürgerschafts- wahl | SPD       | CDU       | Grüne 1)  | AfD       | Linke 2   | FDP       | Übrige    |
| ------------------- | --------- | --------- | --------- | --------- | --------- | --------- | --------- |
| 2025                | 35,8 %    | 26,1 %    | 18,5 %    | 06,9 %    | 05,5 %    | 02,3 %    | 04,9 %    |
| 2020                | 40,7 %    | 11,8 %    | 27,3 %    | 04,7 %    | 05,4 %    | 06,0 %    | 04,1 %    |
| 2015                | 48,0 %    | 15,3 %    | 13,7 %    | 05,8 %    | 05,8 %    | 08,5 %    | 02,9 %    |
| 2011                | 49,9 %    | 20,6 %    | 13,2 %    | –         | 03,9 %    | 08,6 %    | 03,8 %    |
| 2008                | 31,3 %    | 44,1 %    | 12,6 %    | –         | 04,5 %    | 05,9 %    | 01,6 %    |
| 2004                | 26,1 %    | 49,2 %    | 16,2 %    | –         | –         | 03,9 %    | 04,7 %    |
| 2001                | 34,0 %    | 30,0 %    | 10,9 %    | –         | 00,3 %    | 05,8 %    | 19,0 % 3) |
| 1997                | 30,7 %    | 35,4 %    | 17,2 %    | –         | 00,3 %    | 04,0 %    | 12,4 % 4) |
| 1993                | 32,1 %    | 28,5 %    | 18,6 %    | –         | –         | 04,7 %    | 16,1 % 5) |
| 1991                | 36,1 %    | 41,6 %    | 11,7 %    | –         | –         | 07,3 %    | 03,2 %    |
| 1987                | 40,1 %    | 43,8 %    | 06,2 %    | –         | –         | 09,1 %    | 00,8 %    |
| 1986                | 35,7 %    | 45,9 %    | 10,5 %    | –         | –         | 07,1 %    | 00,8 %    |

Bei Bezirksversammlungswahlen gehört der Stadtteil zum Wahlkreis Lemsahl-Mellingstedt, Duvenstedt, Wohldorf-Ohlstedt, Bergstedt, Volksdorf. Bei der Bundestagswahl ist Bergstedt dem Wahlkreis Hamburg-Nord zugeordnet.

## Kultur und Sehenswürdigkeiten

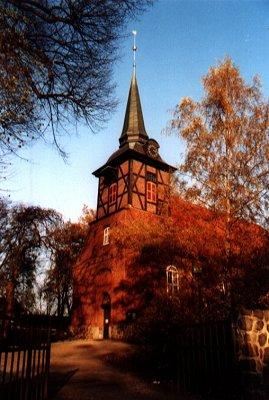
Bergstedts Kirche

### Bauwerke
Die Bergstedter Kirche ist ein Feldsteinbau aus dem frühen 13. Jahrhundert, der Fachwerkturm wurde 1745 angebaut. Die Emporen im Innern stammen von 1663, die Kanzel von 1686. 
Am nordwestlichen Rand Bergstedts liegt nahe der Alster das 1911/1912 von Distel & Grubitz erbaute Landhaus Mahr, das seit 1989 unter Denkmalschutz steht.
An der Grenze zu Sasel befindet sich, vermutlich seit dem 15. Jahrhundert, die Alte Mühle.
Friedhof Bergstedt  mit besonderen Bauwerken/Grabmalen:
- ältere Anlagen
  - denkmalgeschützt:
    - Friedhofskapelle (1911)
    - Grabanlage Henneberg (1899)

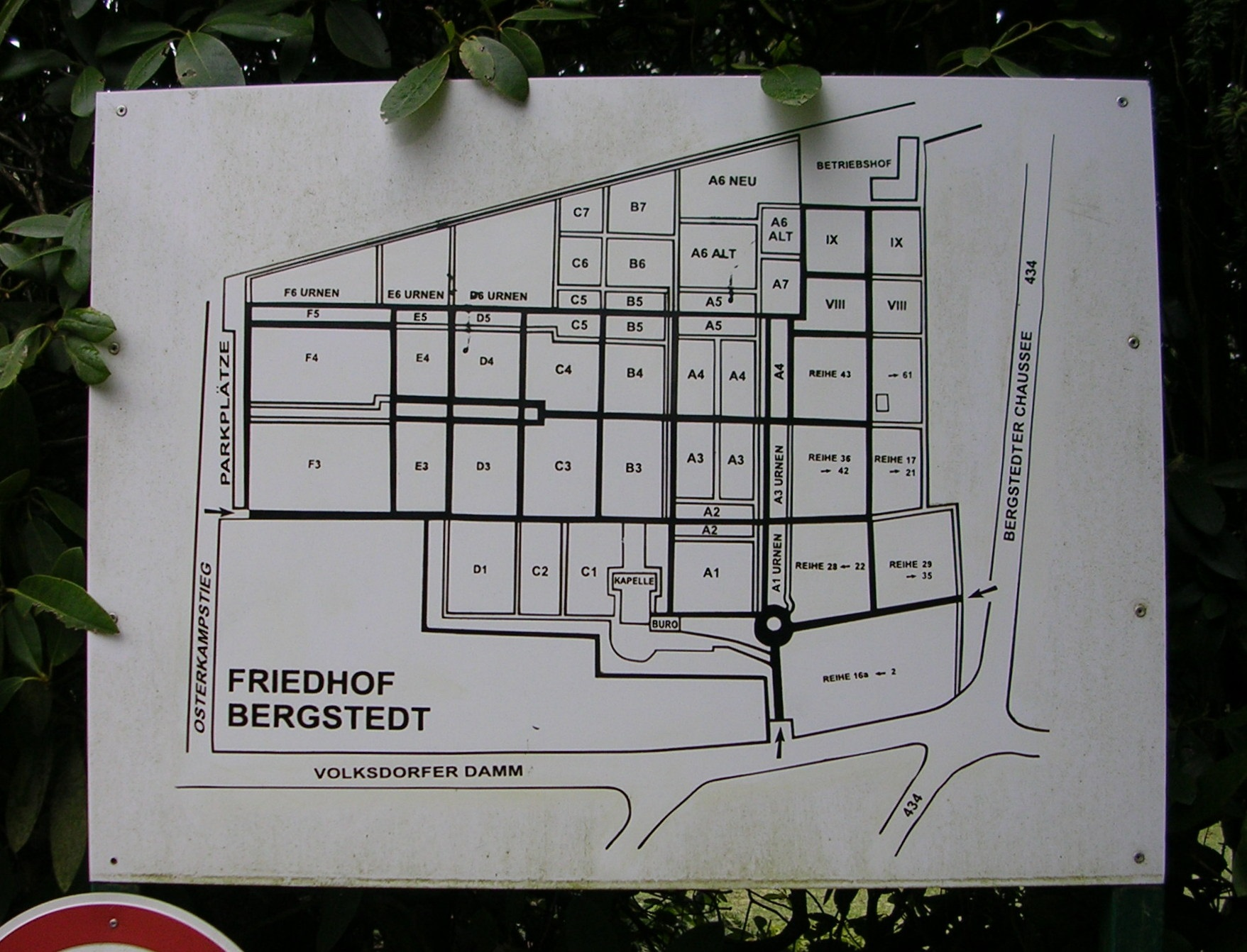
Übersicht Friedhof Bergstedt mit Markierung von Prominentengräbern

    - Grabanlage Beisser mit Mausoleum (1926)
    - Grabanlage Schiefler (1935)
    - Grabanlage Diakonissen-Mutterhaus

  - bemerkenswerte Grabmale (Auswahl):
    - Familiengrab Fahrenheim (Engelskulptur, 1925)
    - Familiengrab Noesselt (Terracotta, 1920er Jahre)
- Prominenten-Grabmale[4] (Auswahl)
  - Ludwig Frahm
  - Familiengrab Hammers (Bildhauer: Richard Kuöhl)
  - Familiengrab Henneberg
  - Hein ten Hoff
  - Erhard Rittershaus
  - Rudolf Ross
  - Familiengrab Gustav Schiefler
  - Hedwig Florey[5]

### Naturschutzgebiete

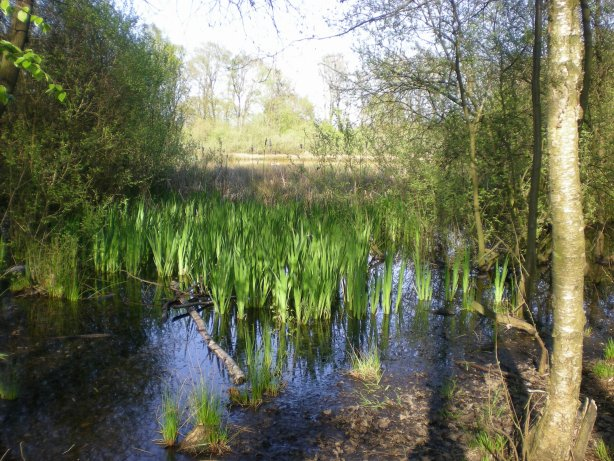
Timmermoor

Im Südosten des Stadtteils liegt das etwa 4 ha große Naturdenkmal Timmermoor, ein Moorteich mit Heide und Gehölzsaum, der in der letzten Eiszeit vor rund 20.000 Jahren vermutlich durch die Sackung von Bodenschichten über tauendem Toteis entstanden ist.
Im Südwesten des Stadtteils, zwischen dem Alsternebenfluss Saselbek und ihrem Zufluss Furtbek, liegt das Naturschutzgebiet Hainesch/Iland.
Im Norden des Stadtteils liegt das Naturschutzgebiet Rodenbeker Quellental.

### Sport
In Bergstedt gibt es den Sportverein Bergstedt von 1948 (e. V.). Der Verein bietet neben Fußball, Hockey, Judo, Handball und Volleyball noch weitere Sportarten an und verfügt außerdem über ein Vereinshaus samt Gaststätte und Fitnessraum. In der Nachbarschaft dazu befinden sich eine Tennishalle und mehrere Freiplätze. Im Senator-Neumann-Haus hat der Bergstedter Schachklub von 1962 seinen Sitz.

### Regelmäßige Veranstaltungen
Jedes Jahr findet in Bergstedt regelmäßig die „Bunte Meile“ statt, die einen Flohmarkt sowie die Vorstellung von Institutionen und Vereinen beinhaltet. Im Dorfzentrum werden mehrere Straßen weiträumig abgesperrt. Mitglieder der Gemeinde sowie Gäste aus Hamburg und der Umgebung bummeln, essen und treffen sich beim Flohmarkt. Es gibt ein Veranstaltungsprogramm aus Sport, Spiel und Musik.

## Verkehr
Bergstedt ist durch die Bergstedter Chaussee, den Königsweg (Stormarn) von Hamburg nach Lübeck (später Bundesstraße 434), die den Stadtteil von Südwest nach Nordost durchschneidet, an das überregionale Straßennetz angebunden.
Der ÖPNV wird wie in ganz Hamburg und den umgebenden Kreisen innerhalb des Hamburger Verkehrsverbundes (HVV) angeboten. Verschiedene Buslinien der Verkehrsunternehmen Hamburger Hochbahn und VHH binden Bergstedt in wenigen Minuten Fahrzeit an die U-Bahn-Haltestellen Hoisbüttel, Buckhorn und Volksdorf (U-Bahn-Linie U1) sowie an den S-Bahnhof Poppenbüttel (S-Bahn-Linie S1) an.

## Bildung
In Bergstedt gibt es eine Stadtteilschule und eine Grundschule. Das von vielen Bergstedter Schülern besuchte Gymnasium Buckhorn liegt bereits auf Volksdorfer Gebiet, das Gymnasium Oberalster in Hamburg-Sasel. Außerdem existieren eine privat betriebene Rudolf-Steiner-Schule und die Christophorus-Schule, eine anthroposophische Förderschule.